# Говернадор-Эдизон-Лобан
Говернадор-Эдизон-Лобан (порт. Governador Edison Lobão) — муниципалитет в Бразилии, входит в штат Мараньян. Составная часть мезорегиона Запад штата Мараньян. Входит в экономико-статистический микрорегион Императрис. Население составляет 15 895 человек на 2010 год. Занимает площадь 615,858 км². Плотность населения — 25,81 чел./км².
Праздник города —  10 ноября. 

## История
Город основан 10 ноября 1994 года. 

## Демография
Согласно сведениям, собранным в ходе переписи 2010 г. Национальным институтом географии и статистики (IBGE), население муниципалитета составляет:
| Полное население                               | Полное население                               | Полное население                               | Полное население                               | 15 895 |
| ---------------------------------------------- | ---------------------------------------------- | ---------------------------------------------- | ---------------------------------------------- | ------ |
| в том числе:                                   | Городское население                            | 6957                                           | Процент городского населения, %                | 43,77  |
|                                                | Сельское население                             | 8938                                           | Процент сельского населения, %                 | 56,23  |
|                                                | Мужское население                              | 8152                                           | Процент мужского населения, %                  | 51,29  |
|                                                | Женское население                              | 7743                                           | Процент женского населения, %                  | 48,71  |
| Плотность населения, чел/км²                   | Плотность населения, чел/км²                   | Плотность населения, чел/км²                   | Плотность населения, чел/км²                   | 25,81  |
| Население муниципалитета в % к населению штата | Население муниципалитета в % к населению штата | Население муниципалитета в % к населению штата | Население муниципалитета в % к населению штата | 0,24   |

По данным оценки 2016 года, население муниципалитета составляет 17 747 жителей.

## Статистика
- Валовой внутренний продукт на 2003 год составляет 39 461 845,00 реалов (данные: Бразильский институт географии и статистики).
- Валовой внутренний продукт на душу населения на 2003 год составляет 3266,71 реалов (данные: Бразильский институт географии и статистики).
- Индекс развития человеческого потенциала на 2000 год составляет 0,625 (данные: Программа развития ООН).